# Saison NBA 2020-2021
Navigation
Saison 2019-2020 Saison 2021-2022
La saison NBA 2020-2021 est la 72e saison de la National Basketball Association (75e en comptant les trois saisons BAA). La saison régulière devait initialement commencer le 21 octobre 2020, mais en raison de la pandémie de Covid-19 en Amérique du Nord, elle a commencé le 22 décembre 2020. La saison régulière est programmée sur 72 matchs par équipe. C'est la première fois depuis la saison 2011-2012 que le championnat débute aussi tardivement dans l'année (la saison avait débuté le 25 décembre 2011 à la suite du lock-out et chaque équipe avait disputé 66 matchs de saison régulière).
Le NBA All-Star Game 2021 est prévu, initialement, le 14 février 2021 à la Bankers Life Fieldhouse d'Indianapolis dans l'Indiana, mais est reporté au début du mois de mars à Atlanta.
Lors des Finales NBA 2021, les Bucks de Milwaukee sont sacrés champions NBA, 50 ans après leur dernière victoire, et Giánnis Antetokoúnmpo est nommé MVP des Finales, face aux Suns de Phoenix.

## Calendrier des événements de la saison
- 18 novembre 2020 : Draft 2020 de la NBA.
- 20 novembre 2020 : Ouverture des signatures des agents libres.
- 1er décembre 2020 : Ouverture des camps d'entraînement.
- 22 décembre 2020 : Début de la saison régulière.
- 6 mars 2021 et 7 mars 2021 : NBA All-Star Game 2021, à Atlanta.
- 16 mai 2021 : Fin de la saison régulière.
- Du 18 au  21 mai 2021 : Play-in tournament pour les équipes de la 7e à la 10e place.
- Le 22 mai 2021 : Début des Playoffs NBA 2021.
- Le 7 juillet 2021 : Début des Finales NBA 2021.
- Le 20 juillet 2021 : Dernier match des Finales.

## Relocalisation temporaire des Raptors
La pandémie de Covid-19 continue d'affecter la saison NBA, notamment la franchise canadienne de Toronto. En raison des restrictions liées à la pandémie imposées par les autorités canadiennes, les matchs à domicile des Raptors se jouent en Floride, plus précisément à l'Amalie Arena à Tampa.

## Transactions

### Retraites
- Le 8 septembre 2020, Marvin Williams annonce qu'il prend sa retraite après 15 ans en NBA[4].
- Le 14 septembre 2020, Leandro Barbosa annonce qu'il prend sa retraite après 14 ans en NBA et un titre de champion avec les Warriors de Golden State en 2015[5].
- Le 24 octobre, Kevin Séraphin annonce sa retraite après 8 saisons au sein de la ligue, après un retour en Europe, au sein du FC Barcelone[6].
- Le 16 novembre, Corey Brewer annonce qu'il intègre l'encadrement technique des Pelicans de La Nouvelle-Orléans, prenant alors sa retraite après 12 saisons disputées au sein de la ligue, remportant un titre avec les Mavericks de Dallas en 2011[7].
- Le 18 novembre, Dorell Wright annonce sa retraite après 11 années disputées en NBA, remportant un titre de champion avec le Heat de Miami en 2006[8].
- Le 25 novembre, Aaron Brooks annonce qu'il prend sa retraite, après 13 saisons disputées au sein de la ligue. Il intègre l'encadrement technique des Knicks de New York[9].
- Le 30 novembre, Andrew Bogut met un terme à sa carrière de joueur après 14 saisons disputées en NBA et un titre de champion avec les Warriors de Golden State en 2015.
- Le 30 novembre, Evan Turner annonce qu'il intègre l'encadrement technique des Celtics de Boston, mettant un terme à sa carrière de joueur après 10 saisons disputées au sein de la NBA[10].
- Le 1er mars 2021, Joakim Noah annonce qu'il prend sa retraite sportive après 13 saisons disputées au sein de la NBA, et un titre de meilleur défenseur de l'année en 2014[11].
- Le 31 mars, Thabo Sefolosha annonce sa retraite après un total de 14 saisons au sein de la ligue[12].
- Le 15 avril, LaMarcus Aldridge annonce, à la surprise générale, qu'il met un terme à sa carrière de joueur à la suite de problèmes de santé survenus à l'issue d'un match de saison régulière. Il a disputé 15 saisons au sein de la ligue[13].

### Changements d’entraîneur
| Avant-saison                    | Avant-saison            | Avant-saison            | Avant-saison |
| Équipe                          | Ancien entraîneur       | Nouvel entraîneur       |              |
| ------------------------------- | ----------------------- | ----------------------- | ------------ |
| Knicks de New York              | Mike Miller (intérim)   | Tom Thibodeau           |              |
| Bulls de Chicago                | Jim Boylen              | Billy Donovan           |              |
| Pelicans de La Nouvelle-Orléans | Alvin Gentry            | Stan Van Gundy          |              |
| 76ers de Philadelphie           | Brett Brown             | Doc Rivers              |              |
| Pacers de l'Indiana             | Nate McMillan           | Nate Bjorkgren          |              |
| Nets de Brooklyn                | Jacque Vaughn (intérim) | Steve Nash              |              |
| Thunder d'Oklahoma City         | Billy Donovan           | Mark Daigneault         |              |
| Rockets de Houston              | Mike D'Antoni           | Stephen Silas           |              |
| Clippers de Los Angeles         | Doc Rivers              | Tyronn Lue              |              |
| En cours de saison              |                         |                         |              |
| Timberwolves du Minnesota       | Ryan Saunders           | Chris Finch             |              |
| Hawks d'Atlanta                 | Lloyd Pierce            | Nate McMillan (intérim) |              |

## Classements
Les champions de division ne sont pas automatiquement qualifiés pour les playoffs, seuls les six premiers de chaque conférence se qualifient pour les playoffs. Les autres places seront attribuées à travers le Play-in Tournement.

### Par division
Source : nba.com
| Division Atlantique       | V  | D  | MJ | V/D  | GB | Dom   | Ext   | Div  |
| ------------------------- | -- | -- | -- | ---- | -- | ----- | ----- | ---- |
| c - 76ers de Philadelphie | 49 | 23 | 72 | .681 | –  | 29–7  | 20–16 | 10–2 |
| x - Nets de Brooklyn      | 48 | 24 | 72 | .667 | 1  | 28–8  | 20–16 | 8–4  |
| x - Knicks de New York    | 41 | 31 | 72 | .569 | 6  | 25–11 | 16–20 | 4–8  |
| x - Celtics de Boston     | 36 | 36 | 72 | .500 | 13 | 21–15 | 15–21 | 4–8  |
| o - Raptors de Toronto    | 27 | 45 | 72 | .375 | 22 | 16–20 | 11–25 | 4–8  |

| Division Centrale          | V  | D  | MJ | V/D  | GB | Dom   | Ext   | Div  |
| -------------------------- | -- | -- | -- | ---- | -- | ----- | ----- | ---- |
| y - Bucks de Milwaukee     | 46 | 26 | 72 | .639 | –  | 26–10 | 20–16 | 11–1 |
| o - Pacers de l'Indiana    | 34 | 38 | 72 | .472 | 12 | 13–23 | 21–15 | 7–5  |
| o - Bulls de Chicago       | 31 | 41 | 72 | .431 | 15 | 15–21 | 16–20 | 7–5  |
| o - Cavaliers de Cleveland | 22 | 50 | 72 | .306 | 24 | 13–23 | 9–27  | 4–8  |
| o - Pistons de Détroit     | 20 | 52 | 72 | .278 | 26 | 13–23 | 7–29  | 1–11 |

| Division Sud-Est          | V  | D  | MJ | V/D  | GB | Dom   | Ext   | Div |
| ------------------------- | -- | -- | -- | ---- | -- | ----- | ----- | --- |
| y - Hawks d'Atlanta       | 41 | 31 | 72 | .569 | –  | 25–11 | 16–20 | 9–3 |
| x - Heat de Miami         | 40 | 32 | 72 | .556 | 1  | 21–15 | 19–17 | 6–6 |
| x - Wizards de Washington | 34 | 38 | 72 | .472 | 7  | 19–17 | 15–21 | 3–9 |
| o - Hornets de Charlotte  | 33 | 39 | 72 | .458 | 8  | 18–18 | 15–21 | 8–4 |
| o - Magic d'Orlando       | 21 | 51 | 72 | .292 | 20 | 11–25 | 10–26 | 4–8 |

| Division Nord-Ouest           | V  | D  | MJ | V/D  | GB | Dom   | Ext   | Div |
| ----------------------------- | -- | -- | -- | ---- | -- | ----- | ----- | --- |
| z - Jazz de l'Utah            | 52 | 20 | 72 | .722 | –  | 31–5  | 21–15 | 7–5 |
| x - Nuggets de Denver         | 47 | 25 | 72 | .653 | 5  | 25–11 | 22–14 | 9–3 |
| x - Trail Blazers de Portland | 42 | 30 | 72 | .583 | 10 | 20–16 | 22–14 | 6–6 |
| o - Timberwolves du Minnesota | 23 | 49 | 72 | .319 | 29 | 13–23 | 10–26 | 5–7 |
| o - Thunder d'Oklahoma City   | 22 | 50 | 72 | .306 | 30 | 10–26 | 12–24 | 3–9 |

| Division Pacifique           | V  | D  | MJ | V/D  | GB | Dom   | Ext   | Div |
| ---------------------------- | -- | -- | -- | ---- | -- | ----- | ----- | --- |
| y - Suns de Phoenix          | 51 | 21 | 72 | .708 | –  | 27–9  | 24–12 | 7–5 |
| x - Clippers de Los Angeles  | 47 | 25 | 72 | .653 | 4  | 26–10 | 21–15 | 9–3 |
| x - Lakers de Los Angeles    | 42 | 30 | 72 | .577 | 9  | 21–15 | 21–15 | 4–8 |
| o - Warriors de Golden State | 39 | 33 | 72 | .542 | 12 | 25–11 | 14–22 | 5–7 |
| o - Kings de Sacramento      | 31 | 41 | 72 | .431 | 20 | 16–20 | 15–21 | 5–7 |

| Division Sud-Ouest           | V  | D  | MJ | V/D  | GB | Dom   | Ext   | Div |
| ---------------------------- | -- | -- | -- | ---- | -- | ----- | ----- | --- |
| y - Mavericks de Dallas      | 42 | 30 | 72 | .583 | –  | 21–15 | 21–15 | 7–5 |
| x - Grizzlies de Memphis     | 38 | 34 | 72 | .528 | 4  | 18–18 | 20–16 | 6–6 |
| o - Spurs de San Antonio     | 33 | 39 | 72 | .458 | 9  | 14–22 | 19–17 | 6–6 |
| o - Pelicans de Nlle-Orléans | 31 | 41 | 72 | .431 | 11 | 18–18 | 13–23 | 6–6 |
| o - Rockets de Houston       | 17 | 55 | 72 | .236 | 25 | 9–27  | 8–28  | 5–7 |

### Par conférence
Source : nba.com
| Conférence Est | Conférence Est             | Conférence Est | Conférence Est | Conférence Est | Conférence Est | Conférence Est | Conférence Est |
| No             | Franchise                  | Vic.           | Déf.           | MJ             | V/D            | GB             |                |
| -------------- | -------------------------- | -------------- | -------------- | -------------- | -------------- | -------------- | -------------- |
| 1              | c - 76ers de Philadelphie* | 49             | 23             | 72             | .681           | –              |                |
| 2              | x - Nets de Brooklyn       | 48             | 24             | 72             | .667           | 1              |                |
| 3              | y - Bucks de Milwaukee*    | 46             | 26             | 72             | .639           | 3              |                |
| 4              | x - Knicks de New York     | 41             | 31             | 72             | .569           | 8              |                |
| 5              | y - Hawks d'Atlanta*       | 41             | 31             | 72             | .569           | 8              |                |
| 6              | x - Heat de Miami          | 40             | 32             | 72             | .556           | 9              |                |
|                |                            |                |                |                |                |                |                |
| 7              | x - Celtics de Boston      | 36             | 36             | 72             | .500           | 13             |                |
| 8              | x - Wizards de Washington  | 34             | 38             | 72             | .472           | 15             |                |
| 9              | o - Pacers de l'Indiana    | 34             | 38             | 72             | .472           | 15             |                |
| 10             | o - Hornets de Charlotte   | 33             | 39             | 72             | .458           | 16             |                |
|                |                            |                |                |                |                |                |                |
| 11             | o - Bulls de Chicago       | 31             | 41             | 72             | .431           | 18             |                |
| 12             | o - Raptors de Toronto     | 27             | 45             | 72             | .375           | 22             |                |
| 13             | o - Cavaliers de Cleveland | 22             | 50             | 72             | .306           | 27             |                |
| 14             | o - Magic d'Orlando        | 21             | 51             | 72             | .292           | 28             |                |
| 15             | o - Pistons de Détroit     | 20             | 52             | 72             | .278           | 29             |                |

| Conférence Ouest | Conférence Ouest                    | Conférence Ouest | Conférence Ouest | Conférence Ouest | Conférence Ouest | Conférence Ouest | Conférence Ouest |
| No               | Franchise                           | Vic.             | Def.             | MJ               | V/D              | GB               |                  |
| ---------------- | ----------------------------------- | ---------------- | ---------------- | ---------------- | ---------------- | ---------------- | ---------------- |
| 1                | z - Jazz de l'Utah*                 | 52               | 20               | 72               | .722             | –                |                  |
| 2                | y - Suns de Phoenix*                | 51               | 21               | 72               | .708             | 1                |                  |
| 3                | x - Nuggets de Denver               | 47               | 25               | 72               | .653             | 5                |                  |
| 4                | x - Clippers de Los Angeles         | 47               | 25               | 72               | .653             | 5                |                  |
| 5                | y - Mavericks de Dallas*            | 42               | 30               | 72               | .583             | 10               |                  |
| 6                | x - Trail Blazers de Portland       | 42               | 30               | 72               | .583             | 10               |                  |
|                  |                                     |                  |                  |                  |                  |                  |                  |
| 7                | x - Lakers de Los Angeles           | 42               | 30               | 72               | .583             | 10               |                  |
| 8                | x - Grizzlies de Memphis            | 38               | 34               | 72               | .528             | 14               |                  |
| 9                | o - Warriors de Golden State        | 39               | 33               | 72               | .542             | 13               |                  |
| 10               | o - Spurs de San Antonio            | 33               | 39               | 72               | .458             | 19               |                  |
|                  |                                     |                  |                  |                  |                  |                  |                  |
| 11               | o - Pelicans de La Nouvelle-Orléans | 31               | 41               | 72               | .431             | 21               |                  |
| 12               | o - Kings de Sacramento             | 31               | 41               | 72               | .431             | 21               |                  |
| 13               | o - Timberwolves du Minnesota       | 23               | 49               | 72               | .319             | 29               |                  |
| 14               | o - Thunder d'Oklahoma City         | 22               | 50               | 72               | .306             | 30               |                  |
| 15               | o - Rockets de Houston              | 17               | 55               | 72               | .236             | 35               |                  |

Notes
- z – Leader de la ligue (avantage remporté sur le terrain à domicile pendant tous les playoffs)
- c – Leader de conférence
- y – Champion de division
- x – Qualifié pour les playoffs
- pi – Qualifié pour le play-in
- o – Eliminé de la course aux playoffs
- * – Leader de division

### Play-in tournament
Pour la seconde saison consécutive, la NBA organise un Play-in tournament, mais cette fois pour les franchises classées de la 7e à la 10e place de chaque conférence. Ce mini tournoi à élimination directe sur un match, se tient du 18 au 21 mai 2021 et détermine les dernières franchises qualifiées pour les playoffs.
- Les équipes classées à la 7e et la 8e de la saison régulière s'affrontent (match 1) : le vainqueur se qualifie à la 7e place de sa conférence. Le perdant joue par la suite le vainqueur du match entre le 9e et 10e.
- Les équipes classées à la 9e et la 10e de la saison régulière s'affrontent (match 2) : le perdant de ce match est éliminé. Le vainqueur affronte le perdant du match entre le 7e et le 8e (match 3). Le vainqueur de cette dernière confrontation, obtient l'ultime place qualificative pour les playoffs. Le perdant est éliminé.

| Play-in tournament de la Conférence Est |                          |                          |                          |  |                        |                        |                        |  |   |            |                        |                        |  |
|                                         |                          |                          |                          |  |                        |                        |                        |  |   |            |                        |                        |  |
|                                         | Match pour la 7e place   |                          |                          |  |                        |                        |                        |  |   |            |                        |                        |  |
|                                         | 7                        | Boston                   | 118                      |  |                        |                        |                        |  |   |            | Qualifiées en playoffs | Qualifiées en playoffs |  |
| 8                                       | Washington               | 100                      |                          |  | Match pour la 8e place | Match pour la 8e place | Match pour la 8e place |  |   | 7          | Boston                 |                        |  |
|                                         |                          |                          |                          |  | 8                      | Washington             | 142                    |  | 8 | Washington |                        |                        |  |
|                                         | Barrage pour la 8e place | Barrage pour la 8e place | Barrage pour la 8e place |  | 9                      | Indiana                | 115                    |  |   |            |                        |                        |  |
|                                         | 9                        | Indiana                  | 144                      |  |                        |                        |                        |  |   |            |                        |                        |  |
| 10                                      | Charlotte                | 117                      |                          |  |                        |                        |                        |  |   |            |                        |                        |  |

| Play-in tournament de la Conférence Ouest |                          |                          |                          |  |                        |                        |                        |  |   |         |                        |                        |  |
|                                           |                          |                          |                          |  |                        |                        |                        |  |   |         |                        |                        |  |
|                                           | Match pour la 7e place   |                          |                          |  |                        |                        |                        |  |   |         |                        |                        |  |
|                                           | 7                        | LA Lakers                | 103                      |  |                        |                        |                        |  |   |         | Qualifiées en playoffs | Qualifiées en playoffs |  |
| 8                                         | Golden State             | 100                      |                          |  | Match pour la 8e place | Match pour la 8e place | Match pour la 8e place |  |   | 7       | LA Lakers              |                        |  |
|                                           |                          |                          |                          |  | 8                      | Golden State           | 112                    |  | 8 | Memphis |                        |                        |  |
|                                           | Barrage pour la 8e place | Barrage pour la 8e place | Barrage pour la 8e place |  | 9                      | Memphis                | 117 (OT)               |  |   |         |                        |                        |  |
|                                           | 9                        | Memphis                  | 100                      |  |                        |                        |                        |  |   |         |                        |                        |  |
| 10                                        | San Antonio              | 96                       |                          |  |                        |                        |                        |  |   |         |                        |                        |  |

## Playoffs
Les playoffs sont disputées par les huit équipes les mieux classées de la conférence Est et par les huit équipes les mieux classées de la conférence Ouest. Pour cette saison, le système de playoffs est légèrement revisité, avec un éventuel mini-tournoi opposant le 8e et 9e de chaque conférence afin d'établir le tableau final.
|  | 1er tour         | 1er tour                  | 1er tour                |   |                         | Demi-finales de Conférence | Demi-finales de Conférence | Demi-finales de Conférence |  |   | Finales de Conférence   | Finales de Conférence | Finales de Conférence |  |   | Finale NBA         | Finale NBA | Finale NBA |
|  |                  |                           |                         |   |                         |                            |                            |                            |  |   |                         |                       |                       |  |   |                    |            |            |
|  | 1                | 76ers de Philadelphie     | 4                       |   |                         |                            |                            |                            |  |   |                         |                       |                       |  |   |                    |            |            |
|  | 8                | Wizards de Washington     | 1                       |   |                         |                            |                            |                            |  |   |                         |                       |                       |  |   |                    |            |            |
|  | 8                | Wizards de Washington     | 1                       |   | 1                       | 76ers de Philadelphie      | 3                          |                            |  |   |                         |                       |                       |  |   |                    |            |            |
|  |                  |                           |                         |   | 1                       | 76ers de Philadelphie      | 3                          |                            |  |   |                         |                       |                       |  |   |                    |            |            |
|  |                  | 5                         | Hawks d'Atlanta         | 4 |                         |                            |                            |                            |  |   |                         |                       |                       |  |   |                    |            |            |
|  | 4                | 5                         | Hawks d'Atlanta         | 4 | Knicks de New York      | 1                          |                            |                            |  |   |                         |                       |                       |  |   |                    |            |            |
|  | 4                |                           |                         |   | Knicks de New York      | 1                          |                            |                            |  |   |                         |                       |                       |  |   |                    |            |            |
|  | 5                | Hawks d'Atlanta           | 4                       |   |                         |                            |                            |                            |  |   |                         |                       |                       |  |   |                    |            |            |
|  | 5                | Hawks d'Atlanta           | 4                       |   |                         |                            |                            |                            |  | 5 | Hawks d'Atlanta         | 2                     |                       |  |   |                    |            |            |
|  | Conférence Est   |                           |                         |   |                         |                            |                            |                            |  | 5 | Hawks d'Atlanta         | 2                     |                       |  |   |                    |            |            |
|  |                  | 3                         | Bucks de Milwaukee      | 4 |                         |                            |                            |                            |  |   |                         |                       |                       |  |   |                    |            |            |
|  | 3                | 3                         | Bucks de Milwaukee      | 4 | Bucks de Milwaukee      | 4                          |                            |                            |  |   |                         |                       |                       |  |   |                    |            |            |
|  | 3                |                           |                         |   | Bucks de Milwaukee      | 4                          |                            |                            |  |   |                         |                       |                       |  |   |                    |            |            |
|  | 6                | Heat de Miami             | 0                       |   |                         |                            |                            |                            |  |   |                         |                       |                       |  |   |                    |            |            |
|  | 6                | Heat de Miami             | 0                       |   | 3                       | Bucks de Milwaukee         | 4                          |                            |  |   |                         |                       |                       |  |   |                    |            |            |
|  |                  |                           |                         |   | 3                       | Bucks de Milwaukee         | 4                          |                            |  |   |                         |                       |                       |  |   |                    |            |            |
|  |                  | 2                         | Nets de Brooklyn        | 3 |                         |                            |                            |                            |  |   |                         |                       |                       |  |   |                    |            |            |
|  | 2                | 2                         | Nets de Brooklyn        | 3 | Nets de Brooklyn        | 4                          |                            |                            |  |   |                         |                       |                       |  |   |                    |            |            |
|  | 2                |                           |                         |   | Nets de Brooklyn        | 4                          |                            |                            |  |   |                         |                       |                       |  |   |                    |            |            |
|  | 7                | Celtics de Boston         | 1                       |   |                         |                            |                            |                            |  |   |                         |                       |                       |  |   |                    |            |            |
|  | 7                | Celtics de Boston         | 1                       |   |                         |                            |                            |                            |  |   |                         |                       |                       |  | 3 | Bucks de Milwaukee | 4          |            |
|  |                  |                           |                         |   |                         |                            |                            |                            |  |   |                         |                       |                       |  | 3 | Bucks de Milwaukee | 4          |            |
|  |                  | 2                         | Suns de Phoenix         | 2 |                         |                            |                            |                            |  |   |                         |                       |                       |  |   |                    |            |            |
|  | 1                | 2                         | Suns de Phoenix         | 2 | Jazz de l'Utah          | 4                          |                            |                            |  |   |                         |                       |                       |  |   |                    |            |            |
|  | 1                |                           |                         |   | Jazz de l'Utah          | 4                          |                            |                            |  |   |                         |                       |                       |  |   |                    |            |            |
|  | 8                | Grizzlies de Memphis      | 1                       |   |                         |                            |                            |                            |  |   |                         |                       |                       |  |   |                    |            |            |
|  | 8                | Grizzlies de Memphis      | 1                       |   | 1                       | Jazz de l'Utah             | 2                          |                            |  |   |                         |                       |                       |  |   |                    |            |            |
|  |                  |                           |                         |   | 1                       | Jazz de l'Utah             | 2                          |                            |  |   |                         |                       |                       |  |   |                    |            |            |
|  |                  | 4                         | Clippers de Los Angeles | 4 |                         |                            |                            |                            |  |   |                         |                       |                       |  |   |                    |            |            |
|  | 4                | 4                         | Clippers de Los Angeles | 4 | Clippers de Los Angeles | 4                          |                            |                            |  |   |                         |                       |                       |  |   |                    |            |            |
|  | 4                |                           |                         |   | Clippers de Los Angeles | 4                          |                            |                            |  |   |                         |                       |                       |  |   |                    |            |            |
|  | 5                | Mavericks de Dallas       | 3                       |   |                         |                            |                            |                            |  |   |                         |                       |                       |  |   |                    |            |            |
|  | 5                | Mavericks de Dallas       | 3                       |   |                         |                            |                            |                            |  | 4 | Clippers de Los Angeles | 2                     |                       |  |   |                    |            |            |
|  | Conférence Ouest |                           |                         |   |                         |                            |                            |                            |  | 4 | Clippers de Los Angeles | 2                     |                       |  |   |                    |            |            |
|  |                  | 2                         | Suns de Phoenix         | 4 |                         |                            |                            |                            |  |   |                         |                       |                       |  |   |                    |            |            |
|  | 3                | 2                         | Suns de Phoenix         | 4 | Nuggets de Denver       | 4                          |                            |                            |  |   |                         |                       |                       |  |   |                    |            |            |
|  | 3                |                           |                         |   | Nuggets de Denver       | 4                          |                            |                            |  |   |                         |                       |                       |  |   |                    |            |            |
|  | 6                | Trail Blazers de Portland | 2                       |   |                         |                            |                            |                            |  |   |                         |                       |                       |  |   |                    |            |            |
|  | 6                | Trail Blazers de Portland | 2                       |   | 3                       | Nuggets de Denver          | 0                          |                            |  |   |                         |                       |                       |  |   |                    |            |            |
|  |                  |                           |                         |   | 3                       | Nuggets de Denver          | 0                          |                            |  |   |                         |                       |                       |  |   |                    |            |            |
|  |                  | 2                         | Suns de Phoenix         | 4 |                         |                            |                            |                            |  |   |                         |                       |                       |  |   |                    |            |            |
|  | 2                | 2                         | Suns de Phoenix         | 4 | Suns de Phoenix         | 4                          |                            |                            |  |   |                         |                       |                       |  |   |                    |            |            |
|  | 2                |                           |                         |   | Suns de Phoenix         | 4                          |                            |                            |  |   |                         |                       |                       |  |   |                    |            |            |
|  | 7                | Lakers de Los Angeles     | 2                       |   |                         |                            |                            |                            |  |   |                         |                       |                       |  |   |                    |            |            |

## Statistiques

### Meilleurs joueurs par statistiques
Pour pouvoir être classé et prétendre au titre de meilleur de la ligue dans une catégorie de statistique, le joueur doit répondre à un minimum de critères édictés dans le Rate Statistic Requirements.
Source : https://stats.nba.com/players/
- Statistiques à l'issue de la saison.

| Catégorie                      | Joueur            | Équipe                   | Statistique |
| ------------------------------ | ----------------- | ------------------------ | ----------- |
| Points par match               | Stephen Curry     | Warriors de Golden State | 32,0        |
| Rebonds par match              | Clint Capela      | Hawks d'Atlanta          | 14,3        |
| Passes par match               | Russell Westbrook | Wizards de Washington    | 11,7        |
| Interceptions par match        | Jimmy Butler      | Heat de Miami            | 2,1         |
| Contres par match              | Myles Turner      | Pacers de l'Indiana      | 3,4         |
| Ballons perdus par match       | Russell Westbrook | Wizards de Washington    | 4,8         |
| Minutes jouées par match       | Julius Randle     | Knicks de New York       | 37,6        |
| Pourcentage de réussite        | Rudy Gobert       | Jazz de l'Utah           | 67,5 %      |
| Pourcentage à 3 points         | Joe Harris        | Nets de Brooklyn         | 47,5 %      |
| Pourcentage aux lancers francs | Chris Paul        | Suns de Phoenix          | 93,4 %      |
| Double-doubles                 | Nikola Jokić      | Nuggets de Denver        | 60          |
| Triple-doubles                 | Russell Westbrook | Wizards de Washington    | 38          |

| Catégorie                      | Joueur                    | Équipe                                 | Statistique |
| ------------------------------ | ------------------------- | -------------------------------------- | ----------- |
| Points par match               | Luka Dončić               | Mavericks de Dallas                    | 35,7        |
| Rebonds par match              | Giánnis Antetokoúnmpo     | Bucks de Milwaukee                     | 12,8        |
| Passes par match               | Russell Westbrook         | Wizards de Washington                  | 11,8        |
| Interceptions par match        | Kyle Anderson             | Grizzlies de Memphis                   | 2,8         |
| Contres par match              | Rudy Gobert               | Jazz de l'Utah                         | 2,1         |
| Ballons perdus par match       | Luka Dončić Julius Randle | Mavericks de Dallas Knicks de New York | 4,6         |
| Minutes jouées par match       | Damian Lillard            | Trail Blazers de Portland              | 41,3        |
| Pourcentage de réussite        | Daniel Gafford            | Wizards de Washington                  | 84,6 %      |
| Pourcentage à 3 points         | Cam Reddish               | Hawks d'Atlanta                        | 64,3 %      |
| Pourcentage aux lancers francs | Mike Conley               | Jazz de l'Utah                         | 100 %       |
| Double-doubles                 | Giánnis Antetokoúnmpo     | Bucks de Milwaukee                     | 18          |
| Triple-doubles                 | Russell Westbrook         | Wizards de Washington                  | 2           |

### Statistiques d'équipe
Source : https://stats.nba.com/teams/
- Statistiques à l'issue de la saison régulière.

| Catégorie                        | Équipe                                     | Statistique |
| -------------------------------- | ------------------------------------------ | ----------- |
| Points par match                 | Bucks de Milwaukee                         | 120,2       |
| Rebonds par match                | Jazz de l'Utah                             | 48,3        |
| Passes par match                 | Warriors de Golden State                   | 27,7        |
| Interceptions par match          | 76ers de Philadelphie Grizzlies de Memphis | 9,1         |
| Contres par match                | Pacers de l'Indiana                        | 6,4         |
| Pertes de balles par match (min) | Trail Blazers de Portland                  | 11,1        |
| Pertes de balles par match (max) | Thunder d'Oklahoma City                    | 16,1        |
| Pourcentage de réussite          | Nets de Brooklyn                           | 49,4 %      |
| Pourcentage à 3 points           | Clippers de Los Angeles                    | 41,1 %      |
| Pourcentage aux lancers francs   | Clippers de Los Angeles                    | 83,9 %      |
| Différentiel de points (+)       | Jazz de l'Utah                             | + 9,3       |
| Différentiel de points (-)       | Thunder d'Oklahoma City                    | - 10,6      |

| Catégorie                        | Équipe                                     | Statistique |
| -------------------------------- | ------------------------------------------ | ----------- |
| Points par match                 | Trail Blazers de Portland                  | 119,5       |
| Rebonds par match                | Bucks de Milwaukee                         | 49,0        |
| Passes par match                 | 76ers de Philadelphie Nuggets de Denver    | 24,9        |
| Interceptions par match          | 76ers de Philadelphie Grizzlies de Memphis | 8,0         |
| Contres par match                | Celtics de Boston                          | 7,0         |
| Pertes de balles par match (min) | Grizzlies de Memphis                       | 10,4        |
| Pertes de balles par match (max) | Heat de Miami                              | 14,0        |
| Pourcentage de réussite          | 76ers de Philadelphie                      | 49,6 %      |
| Pourcentage à 3 points           | Jazz de l'Utah Trail Blazers de Portland   | 41,3 %      |
| Pourcentage aux lancers francs   | Nets de Brooklyn                           | 86,8 %      |
| Différentiel de points (+)       | 76ers de Philadelphie                      | + 7,5       |
| Différentiel de points (-)       | Heat de Miami                              | - 20,5      |

### Records individuels
Source : https://stats.nba.com/players/boxscores-traditional/
- Statistiques à l'issue de la saison.

| Saison régulière            | Saison régulière                           | Saison régulière                                               | Saison régulière                                            | Saison régulière                                                     |
| --------------------------- | ------------------------------------------ | -------------------------------------------------------------- | ----------------------------------------------------------- | -------------------------------------------------------------------- |
| Catégorie                   | Joueur                                     | Équipe                                                         | Statistique                                                 | Date                                                                 |
| Minutes                     | James Harden                               | Nets de Brooklyn                                               | 50:30                                                       | 20 janvier 2021                                                      |
| Points                      | Stephen Curry                              | Warriors de Golden State                                       | 62                                                          | 3 janvier 2021                                                       |
| Rebonds                     | Enes Kanter                                | Trail Blazers de Portland                                      | 30                                                          | 10 avril 2021                                                        |
| Rebonds défensifs           | Rudy Gobert                                | Jazz de l'Utah                                                 | 20                                                          | 14 mars 2021                                                         |
| Rebonds offensifs           | Clint Capela Enes Kanter Jonas Valančiūnas | Hawks d'Atlanta Trail Blazers de Portland Grizzlies de Memphis | 12                                                          | 20 janvier 2021 10 avril 2021 11 avril 2021                          |
| Passes décisives            | Russell Westbrook                          | Wizards de Washington                                          | 24                                                          | 3 mai 2021                                                           |
| Interceptions               | T. J. McConnell                            | Pacers de l'Indiana                                            | 10                                                          | 3 mars 2021                                                          |
| Contres                     | Clint Capela                               | Hawks d'Atlanta                                                | 10                                                          | 22 janvier 2021                                                      |
| Balles perdues              | Nikola Jokić                               | Nuggets de Denver                                              | 10                                                          | 29 décembre 2020                                                     |
| Tirs marqués                | Jamal Murray Giánnis Antetokoúnmpo         | Nuggets de Denver Bucks de Milwaukee                           | 21 (sur 25) 21 (sur 36)                                     | 19 février 2021 2 mai 2021                                           |
| Tirs tentés                 | Bradley Beal Jayson Tatum                  | Wizards de Washington Celtics de Boston                        | 37                                                          | 27 janvier 2021 26 avril 2021 30 avril 2021                          |
| Tirs à trois points marqués | Fred VanVleet Stephen Curry                | Raptors de Toronto Warriors de Golden State                    | 11 (sur 14) 11 (sur 19) 11 (sur 16) 11 (sur 19) 11 (sur 21) | 2 février 2021 6 février 2021 14 avril 2021 17 avril 2021 8 mai 2021 |
| Tirs à trois points tentés  | Stephen Curry                              | Warriors de Golden State                                       | 22                                                          | 16 mai 2021                                                          |
| Lancers francs marqués      | Giánnis Antetokoúnmpo                      | Bucks de Milwaukee                                             | 19 (sur 24)                                                 | 21 février 2021                                                      |
| Lancers francs tentés       | Giánnis Antetokoúnmpo                      | Bucks de Milwaukee                                             | 24                                                          | 21 février 2021                                                      |

| Playoffs                    | Playoffs                        | Playoffs                                 | Playoffs    | Playoffs                   |
| --------------------------- | ------------------------------- | ---------------------------------------- | ----------- | -------------------------- |
| Catégorie                   | Joueur                          | Équipe                                   | Statistique | Date                       |
| Minutes                     | Kevin Durant                    | Nets de Brooklyn                         | 53:00 (OT)  | 19 juin 2021               |
| Points                      | Damian Lillard                  | Trail Blazers de Portland                | 55          | 1er juin 2021              |
| Rebonds                     | Deandre Ayton                   | Suns de Phoenix                          | 22          | 26 juin 2021               |
| Rebonds défensifs           | Rudy Gobert Joel Embiid         | Jazz de l'Utah 76ers de Philadelphie     | 19          | 10 juin 2021 14 juin 2021  |
| Rebonds offensifs           | Nikola Jokić                    | Nuggets de Denver                        | 10          | 11 juin 2021               |
| Passes décisives            | James Harden Trae Young         | Nets de Brooklyn Hawks d'Atlanta         | 18          | 30 mai 2021 14 juin 2021   |
| Interceptions               | Kyle Anderson                   | Grizzlies de Memphis                     | 6           | 23 mai 2021                |
| Contres                     | Robert Williams III             | Celtics de Boston                        | 9           | 22 mai 2021                |
| Balles perdues              | Trae Young                      | Hawks d'Atlanta                          | 9           | 25 juin 2021               |
| Tirs marqués                | Kawhi Leonard                   | Clippers de Los Angeles                  | 18 (sur 25) | 4 juin 2021                |
| Tirs tentés                 | Luka Dončić                     | Mavericks de Dallas                      | 37          | 2 juin 2021                |
| Tirs à trois points marqués | Damian Lillard                  | Trail Blazers de Portland                | 12 (sur 17) | 1er juin 2021              |
| Tirs à trois points tentés  | Damian Lillard Bojan Bogdanović | Trail Blazers de Portland Jazz de l'Utah | 17          | 1er juin 2021 16 juin 2021 |
| Lancers francs marqués      | Anthony Davis                   | Lakers de Los Angeles                    | 18 (sur 21) | 25 mai 2021                |
| Lancers francs tentés       | Anthony Davis                   | Lakers de Los Angeles                    | 21          | 25 mai 2021                |

## Récompenses

### Trophées annuels
| \| Récompenses \| Vainqueur \| Finalistes \| \| -------------------------------- \| -------------------------------------- \| ----------------------------------------------------------------------------------- \| \| NBA Most Valuable Player \| Nikola Jokić (Nuggets de Denver)[15] \| Stephen Curry (Warriors de Golden State) Joel Embiid (76ers de Philadelphie) \| \| NBA Defensive Player of the Year \| Rudy Gobert (Jazz de l'Utah)[16] \| Draymond Green (Warriors de Golden State) Ben Simmons (76ers de Philadelphie) \| \| NBA Rookie of the Year \| LaMelo Ball (Hornets de Charlotte)[17] \| Anthony Edwards (Timberwolves du Minnesota) Tyrese Haliburton (Kings de Sacramento) \| \| NBA Sixth Man of the Year \| Jordan Clarkson (Jazz de l'Utah)[18] \| Joe Ingles (Jazz de l'Utah) Derrick Rose (Knicks de New York) \| \| Most Improved Player \| Julius Randle (Knicks de New York)[19] \| Jerami Grant (Pistons de Détroit) Michael Porter Jr. (Nuggets de Denver) \| \| Coach of the Year \| Tom Thibodeau (Knicks de New York)[20] \| Quin Snyder (Jazz de l'Utah) Monty Williams (Suns de Phoenix) \| - Executive of the Year : James Jones (Suns de Phoenix) - NBA Sportsmanship Award : Jrue Holiday (Bucks de Milwaukee) - J. Walter Kennedy Citizenship Award : - Twyman-Stokes Teammate of the Year Award : Damian Lillard (Trail Blazers de Portland) |                                    |                                                                                     |
| Récompenses | Vainqueur                          | Finalistes                                                                          |
| NBA Most Valuable Player | Nikola Jokić (Nuggets de Denver)   | Stephen Curry (Warriors de Golden State) Joel Embiid (76ers de Philadelphie)        |
| NBA Defensive Player of the Year | Rudy Gobert (Jazz de l'Utah)       | Draymond Green (Warriors de Golden State) Ben Simmons (76ers de Philadelphie)       |
| NBA Rookie of the Year | LaMelo Ball (Hornets de Charlotte) | Anthony Edwards (Timberwolves du Minnesota) Tyrese Haliburton (Kings de Sacramento) |
| NBA Sixth Man of the Year | Jordan Clarkson (Jazz de l'Utah)   | Joe Ingles (Jazz de l'Utah) Derrick Rose (Knicks de New York)                       |
| Most Improved Player | Julius Randle (Knicks de New York) | Jerami Grant (Pistons de Détroit) Michael Porter Jr. (Nuggets de Denver)            |
| Coach of the Year | Tom Thibodeau (Knicks de New York) | Quin Snyder (Jazz de l'Utah) Monty Williams (Suns de Phoenix)                       |

| - All-NBA First Team : - Stephen Curry (Warriors de Golden State) - Luka Dončić (Mavericks de Dallas) - Giánnis Antetokoúnmpo (Bucks de Milwaukee) - Kawhi Leonard (Clippers de Los Angeles) - Nikola Jokić (Nuggets de Denver) | - All-NBA Second Team : - Chris Paul (Suns de Phoenix) - Damian Lillard (Trail Blazers de Portland) - Julius Randle (Knicks de New York) - LeBron James (Lakers de Los Angeles) - Joel Embiid (76ers de Philadelphie) | - All-NBA Third Team : - Kyrie Irving (Nets de Brooklyn) - Bradley Beal (Wizards de Washington) - Jimmy Butler (Heat de Miami) - Paul George (Clippers de Los Angeles) - Rudy Gobert (Jazz de l'Utah) |

| - NBA All-Defensive First Team : - Jrue Holiday (Bucks de Milwaukee) - Ben Simmons (76ers de Philadelphie) - Giánnis Antetokoúnmpo (Bucks de Milwaukee) - Draymond Green (Warriors de Golden State) - Rudy Gobert (Jazz de l'Utah) | - NBA All-Defensive Second Team : - Jimmy Butler (Heat de Miami) - Matisse Thybulle (76ers de Philadelphie) - Kawhi Leonard (Clippers de Los Angeles) - Bam Adebayo (Heat de Miami) - Joel Embiid (76ers de Philadelphie) |

| - NBA All-Rookie First Team : - LaMelo Ball (Hornets de Charlotte) - Tyrese Haliburton (Kings de Sacramento) - Anthony Edwards (Timberwolves du Minnesota) - Jae'Sean Tate (Rockets de Houston) - Saddiq Bey (Pistons de Détroit) | - NBA All-Rookie Second Team : - Immanuel Quickley (Knicks de New York) - Desmond Bane (Grizzlies de Memphis) - Isaac Okoro (Cavaliers de Cleveland) - Patrick Williams (Bulls de Chicago) - Isaiah Stewart (Pistons de Détroit) |

### Joueurs de la semaine
| Semaine                   | Conférence Est                                   | Conférence Ouest                                       |
| ------------------------- | ------------------------------------------------ | ------------------------------------------------------ |
| 22 décembre - 27 décembre | Domantas Sabonis (Pacers de l'Indiana) (1/1)     | Brandon Ingram (Pelicans de La Nouvelle-Orléans) (1/1) |
| 28 décembre - 3 janvier   | Tobias Harris (76ers de Philadelphie) (1/1)      | Stephen Curry (Warriors de Golden State) (1/2)         |
| 4 janvier - 10 janvier    | Jayson Tatum (Celtics de Boston) (1/3)           | Luka Dončić (Mavericks de Dallas) (1/3)                |
| 11 janvier - 17 janvier   | Kevin Durant (Nets de Brooklyn) (1/1)            | Damian Lillard (Trail Blazers de Portland) (1/3)       |
| 18 janvier - 24 janvier   | Joel Embiid (76ers de Philadelphie) (1/1)        | Nikola Jokić (Nuggets de Denver) (1/3)                 |
| 25 janvier - 31 janvier   | James Harden (Nets de Brooklyn) (1/2)            | Nikola Jokić (Nuggets de Denver) (2/3)                 |
| 1er février - 7 février   | Giánnis Antetokoúnmpo (Bucks de Milwaukee) (1/3) | De'Aaron Fox (Kings de Sacramento) (1/2)               |
| 8 février - 14 février    | Saddiq Bey (Pistons de Détroit) (1/1)            | Devin Booker (Suns de Phoenix) (1/3)                   |
| 15 février - 21 février   | James Harden (Nets de Brooklyn) (2/2)            | Damian Lillard (Trail Blazers de Portland) (2/3)       |
| 22 février - 28 février   | Giánnis Antetokoúnmpo (Bucks de Milwaukee) (2/3) | Devin Booker (Suns de Phoenix) (2/3)                   |
| 15 mars - 21 mars         | Giánnis Antetokoúnmpo (Bucks de Milwaukee) (3/3) | Nikola Jokić (Nuggets de Denver) (3/3)                 |
| 22 mars - 28 mars         | Terry Rozier (Hornets de Charlotte) (1/1)        | De'Aaron Fox (Kings de Sacramento) (2/2)               |
| 29 mars - 4 avril         | Jrue Holiday (Bucks de Milwaukee) (1/1)          | Luka Dončić (Mavericks de Dallas) (2/3)                |
| 5 avril - 11 avril        | Jayson Tatum (Celtics de Boston) (2/3)           | Paul George (Clippers de Los Angeles) (1/1)            |
| 12 avril - 18 avril       | Julius Randle (Knicks de New York) (1/1)         | Stephen Curry (Warriors de Golden State) (2/2)         |
| 19 avril - 25 avril       | Bradley Beal (Wizards de Washington) (1/1)       | Luka Dončić (Mavericks de Dallas) (3/3)                |
| 26 avril - 2 mai          | Jayson Tatum (Celtics de Boston) (3/3)           | Devin Booker (Suns de Phoenix) (3/3)                   |
| 3 mai - 9 mai             | Russell Westbrook (Wizards de Washington) (1/1)  | Bojan Bogdanović (Jazz de l'Utah) (1/1)                |
| 10 mai - 16 mai           | Trae Young (Hawks d'Atlanta) (1/1)               | Damian Lillard (Trail Blazers de Portland) (3/3)       |

### Joueurs du mois
| Mois               | Conférence Est                                  | Conférence Ouest                               |
| ------------------ | ----------------------------------------------- | ---------------------------------------------- |
| Décembre / Janvier | Joel Embiid (76ers de Philadelphie) (1/1)       | Nikola Jokić (Nuggets de Denver) (1/2)         |
| Février            | James Harden (Nets de Brooklyn) (1/2)           | Devin Booker (Suns de Phoenix) (1/1)           |
| Mars               | James Harden (Nets de Brooklyn) (2/2)           | Nikola Jokić (Nuggets de Denver) (2/2)         |
| Avril              | Julius Randle (Knicks de New York) (1/1)        | Stephen Curry (Warriors de Golden State) (1/2) |
| Mai                | Russell Westbrook (Wizards de Washington) (1/1) | Stephen Curry (Warriors de Golden State) (2/2) |

### Rookies du mois
| Mois               | Conférence Est                           | Conférence Ouest                                  |
| ------------------ | ---------------------------------------- | ------------------------------------------------- |
| Décembre / Janvier | LaMelo Ball (Hornets de Charlotte) (1/3) | Tyrese Haliburton (Kings de Sacramento) (1/2)     |
| Février            | LaMelo Ball (Hornets de Charlotte) (2/3) | Tyrese Haliburton (Kings de Sacramento) (2/2)     |
| Mars               | LaMelo Ball (Hornets de Charlotte) (3/3) | Anthony Edwards (Timberwolves du Minnesota) (1/3) |
| Avril              | Malachi Flynn (Raptors de Toronto) (1/1) | Anthony Edwards (Timberwolves du Minnesota) (2/3) |
| Mai                | R. J. Hampton (Magic d'Orlando) (1/1)    | Anthony Edwards (Timberwolves du Minnesota) (3/3) |

### Entraîneurs du mois
| Mois               | Conférence Est                             | Conférence Ouest                               |
| ------------------ | ------------------------------------------ | ---------------------------------------------- |
| Décembre / Janvier | Doc Rivers (76ers de Philadelphie) (1/1)   | Quin Snyder (Jazz de l'Utah) (1/2)             |
| Février            | Steve Nash (Nets de Brooklyn) (1/1)        | Quin Snyder (Jazz de l'Utah) (2/2)             |
| Mars               | Nate McMillan (Hawks d'Atlanta) (1/1)      | Monty Williams (Suns de Phoenix) (1/1)         |
| Avril              | Scott Brooks (Wizards de Washington) (1/1) | Michael Malone (Nuggets de Denver) (1/1)       |
| Mai                | Tom Thibodeau (Knicks de New York) (1/1)   | Terry Stotts (Trail Blazers de Portland) (1/1) |

## Événements notables
- Le 27 décembre 2020, les Mavericks de Dallas battent le record d'écart de points à la mi-temps d'un match NBA face aux Clippers de Los Angeles, avec 50 points d'écart (77-27)[58].
- Le 29 décembre, les Bucks de Milwaukee battent le record de tirs à trois points réussis dans un match, contre le Heat de Miami, avec 29 réalisations, battant le précédent record qui était de 27 tirs à trois points[59].
- Le 30 décembre, LeBron James, devient le premier joueur de l'histoire à enchaîner 1 000 matchs en inscrivant au minimum 10 points[60].
- Le 7 janvier 2021, Duncan Robinson devient le joueur ayant inscrit, le plus rapidement, 300 tirs à trois points en carrière, avec 95 matchs disputés[61].
- Le 9 janvier, LaMelo Ball devient le plus jeune joueur de l'histoire de la NBA, à enregistrer un triple-double, à l'âge de 19 ans et 140 jours[62].
- En plein "protocole Covid", Kyrie Irving se rend à une soirée pour l'anniversaire de sa sœur durant le week-end du 12 janvier[63]. Il est sanctionné d'une quarantaine de cinq jours ainsi qu'une amende de 50 000 dollars immédiatement ainsi que 400 000 dollars pour chaque match qu'il manquera[64].
- Le 16 janvier 2021, James Harden devient le septième joueur à enregistrer un triple-double lors de son premier match avec une nouvelle équipe[65].
- Le 17 janvier 2021, Luka Dončić devient à 21 ans le plus jeune joueur de l'histoire à inscrire un triple double à plus de 35 points, 15 rebonds et 15 passes[66].
- Le 20 janvier 2021, Clint Capela devient le premier joueur depuis Shaquille O'Neal en 2004 à enregistrer un match de 25 points, 25 rebonds et 5 contres[67].
- Le 23 janvier 2021, Stephen Curry dépasse Reggie Miller à la seconde place du plus grand nombre de paniers à trois points inscrits en carrière[68].
- Le 25 janvier 2021, pour la première fois le trio arbitrale d'une rencontre le NBA est constitué de deux femmes et un homme. Jenna Schroeder et Natalie Sago officient avec Sean Wright, arbitre en chef à Orlando où le Magic l'emporte contre les Hornets de Charlotte[69].
- Le 2 février 2021, Carmelo Anthony dépasse Dominique Wilkins à la 13e place des meilleurs marqueurs en carrière[70].
- Le 4 février 2021, LeBron James dépasse Wilt Chamberlain à la troisième place du plus grand nombre de paniers inscrits en carrière[71].
- Le 6 février 2021, Nikola Jokić devient le premier pivot depuis Kareem Abdul-Jabbar, en 1975, à enregistrer un match avec 50 points et 10 passes décisives[72].
- Le 9 février 2021, Carmelo Anthony dépasse Oscar Robertson à la 12e place des meilleurs marqueurs en carrière[73].
- Le 19 février 2021, LeBron James devient le 3e joueur de l'histoire de la ligue à atteindre la barre des 35 000 points en carrière avec Kareem Abdul-Jabbar et Karl Malone[74].
- Le 20 février 2021, Chris Paul devient le 6e meilleur passeur de l'histoire de la ligue, dépassant Oscar Robertson[75].
- Le 13 mars 2021, Carmelo Anthony dépasse Hakeem Olajuwon à la 11e place des meilleurs marqueurs en carrière[76].
- Le 27 mars 2021, Gregg Popovich devient le 3e entraîneur de l'histoire de la ligue à remporter son 1300e match à la tête d'une équipe[77].
- Le 29 mars 2021, Russell Westbrook devient le 3e joueur à réaliser un triple-double à au moins 30 points, 20 passes décisives et 10 rebonds, après Oscar Robertson et Magic Johnson[78].
- Le 12 avril 2021, Stephen Curry dépasse Wilt Chamberlain pour devenir le meilleur marqueur de la franchise des Warriors de Golden State[79].
- Le 30 avril 2021, les Celtics de Boston remontent un déficit de 32 points et remportent le match face aux Spurs de San Antonio, marquant ainsi le 3e plus gros comeback de l'histoire de la NBA. De plus, sur ce match, Jayson Tatum inscrit 60 points[80].
- Le 3 mai 2021, Carmelo Anthony dépasse Elvin Hayes à la 10e place des meilleurs marqueurs en carrière[81]. À cette même date, Russell Westbrook enregistre sa 4e saison en triple-double de moyenne en carrière[82].
- Le 8 mai 2021, Russell Westbrook égale Oscar Robertson avec 181 triple-doubles en carrière, avant de le dépasser le 10 mai 2021, pour devenir le leader du nombre de triple-doubles en carrière avec 182 réalisations[83].
- Le 1er juin 2021, Damian Lillard bat le record du nombre de paniers à trois points inscrits dans un match de playoffs, avec 12 réalisations, au cours d'une performance de 55 points, dans une défaite face aux Nuggets de Denver au premier tour[84].
- Le 8 juin 2021, Nikola Jokić devient le premier joueur des Nuggets de Denver, le premier serbe et le joueur drafté le plus bas (41e position) à être élu NBA Most Valuable Player[15]. Il est également le premier pivot depuis Shaquille O'Neal à remporter cette distinction.